# Случай с переводчиком
«Случай с переводчиком» (англ. The Adventure of the Greek Interpreter) — рассказ Артура Конана Дойля, который вошёл в сборник «Воспоминания Шерлока Холмса» (другое название — «Записки о Шерлоке Холмсе»), опубликованный в 1894 году.

## Сюжет
В разговоре с Холмсом доктор Ватсон впервые узнает о том, что у его друга Шерлока есть брат, которого зовут Майкрофт Холмс. Шерлок Холмс предлагает своему другу Ватсону прогуляться в клуб «Диоген», в котором его брат является частым гостем, и познакомиться с ним. Попутно Ватсон узнает о том, что Майкрофт обладает ещё лучшими способностями к распутыванию загадочных дел и ещё лучше владеет дедуктивным методом, чем его младший брат Шерлок, но недостаток энергии не позволил ему сделаться детективом. Несмотря на свою бездеятельность, Майкрофт часто помогал своему младшему брату в распутывании загадочных преступлений. Однако в данном случае Майкрофт обращается за помощью к Шерлоку. Мистер Мэлас, греческий переводчик и сосед Майкрофта, рассказывает о загадочном инциденте, который произошёл с ним два дня назад.
Однажды вечером мужчина по имени Гарольд Латимер вызвал Мэласа для того, чтобы тот выступил в роли переводчика в одном деле. Во время их путешествия в экипаже Мэлас заметил, что окна были заклеены бумагой так, что он не мог видеть, в каком направлении они движутся. Латимер также достал дубинку и пригрозил Мэласу, что ждёт его, если что-либо об этом деле станет известно общественности.
Экипаж прибыл к дому. Было достаточно темно и Мэлас едва смог разобрать что-либо вокруг. Как только он вышел из экипажа, Латимер мощным толчком в спину загнал гостя в дом. Комнаты в доме были слабо освещены. В комнату, куда его привел Латимер и другой нервозный и постоянно хихикающий мужчина, через некоторое время привели другого человека. Он был худой и изнуренный, всё его лицо было обклеено пластырями, включая рот. Мэлас был достаточно наблюдателен и вовремя понял, что его похитители совершенно не знали греческого языка. Латимер и его компаньон требовали от мужчины подписания документов. Во время разговора Мэлас добавлял свои маленькие вставки, для того, чтобы получить информацию о том, кто этот незнакомец. Незнакомец не только говорил, что не подпишет бумаги, но и то, что его зовут Кратидес, он уже три недели в Лондоне, захватчики морят его голодом. Латимер предупредил, что его упрямство не сделает его сестре ничего хорошего.
Возможно, Мэлас смог бы узнать много подробностей это дела, если бы не женщина, которая внезапно вошла в комнату и ринулась в сторону незнакомца и назвала его по имени «Паулос», а самому Кратидесу удалось снять пластырь и крикнуть «София». Они вели себя так, словно оба не ожидали встретить друг друга.
После этого Мэласа вывезли на экипаже обратно, высадив где-то в Водсворт-коммон. Таким образом Мэлас рассказал свою историю полиции, где ему не поверили, а затем Майкрофту в клубе «Диоген», который просит Холмса разобраться в этом загадочном деле.
Майкрофт дал в газете объявление о случившемся. Некий мистер Давенпорт сообщил, что знает эту незнакомку, которая в настоящее время проживает в Бекенхэме на вилле «Мирты». Шерлок и Майкрофт решают, что обязаны поехать в Бекенхэм для получения дополнительной информации, предварительно подхватив с собой инспектора Грегсона, а также Мэласа, на случай, если им понадобится переводчик. Ватсон едет вместе с ними. Однако они узнают, что Мэласа уже куда-то увезли. Холмс понимает, что он опоздал. По-видимому, бандиты узнали о том, что Мэлас предал их.
После некоторых юридических процедур для получения ордера на обыск группа во главе с Шерлоком Холмсом направляется в Бекенхэм, где выясняет, что в доме, который описывал Мэлас, никого нет. Ворвавшись в дом, они обнаруживают Мэласа и Кратидеса связанными в комнате, которая была наполнена угарным газом. Кратидес умирает вскоре после спасения, но Мэласа удаётся спасти благодаря грамотным действиям доктора Ватсона.
Многое в этом деле так и осталось загадкой. Но несколько месяцев спустя в одной венгерской газете сообщили о двух англичанах, которые были найдены убитыми. По мнению полиции, между ними произошла ссора, переросшая в поножовщину, в которой оба нанесли друг другу смертельные раны. Однако Холмс убежден, что это не что иное, как месть Софии за себя и за своего брата.

## Экранизации
В 1985 году в телесериале «Приключения Шерлока Холмса» рассказ был экранизирован. Сюжет в своей основе совпадает с рассказом, однако роль Майкрофта Холмса была расширена: он принимает участие и в дальнейшем расследовании, также несколько изменена концовка.